# Tipula (Spinitipula) citricornis
Tipula (Spinitipula) citricornis is een tweevleugelige uit de familie langpootmuggen (Tipulidae). De soort komt voor in het Afrotropisch gebied.